# Музей Павла и Сергея Третьяковых
«Музей Павла и Сергея Третьяковых», Дом Третьяко́вых — исторический дом в Москве, которым более ста лет владели московские купцы Третьяковы. В доме, расположенном в 1-м Голутвинском переулке, родились Павел Третьяков (1832—1898) и его брат Сергей Третьяков (1834—1892), а также три их сестры.
Здание является объектом культурного наследия регионального значения. Является одним из «малых музеев» Государственной Третьяковской галереи.

## Архитектура
Двухэтажный полукаменный дом построен в стиле позднего ампира и представляет собой образец рядовой купеческой застройки Замоскворечья. Первый этаж (кон. XVIII в.) — кирпичный, второй этаж (перв. треть XIX в.) был исходно выполнен из дерева и обшит тёсом. На обоих этажах было по десять комнат.
На протяжении XIX в. дом неоднократно перестраивался, его внутренняя планировка также менялась. В 1980-е годы в ходе восстановительных работ второй этаж перестроен заново из кирпича, облицованного деревом.
Здание имеет площадь 440 кв. м.

## История
Дом в Голутвине с каменным первым и деревянным вторым этажами был построен в 1791 году полковницей Марией Михайловной Павловой. Через четыре года дом приобрёл купец 3-й гильдии Захар Елисеевич Третьяков. Дом пострадал во время пожара 1812 года, был перестроен.
Дом стоял на красной линии 1-го Голутвинского (Большого Голутвинского) переулка. Между 1-м Голутвинским переулком и Москвой-рекой находились склады леса и бани Третьяковых.
В 1832 и 1834 годах в доме родились Павел и Сергей Михайловичи Третьяковы, знаменитые меценаты и коллекционеры, создатели выдающихся собраний русской и иностранной живописи. Их отец Михаил Захарович Третьяков в 1836—1845 годах был старостой ближайшей церкви Николы в Голутвине.
Братья жили здесь до 1846 года, затем семья Третьяковых переехала в располагавшийся неподалёку дом Шамшурина в приходе церкви Иоанна Воина, затем в усадьбу Рябушинских. Освободившиеся строения сдавались внаём. Сам дом принадлежал роду до революции.

### XX век
В советское время дом переходит в жилой фонд, в нём находились коммунальные квартиры.
К 1971 году конструкции здания пришли в аварийное состояние, и было принято решение о его расселении.
В середине 1970-х годов здание было передано в долгосрочную аренду Министерству культуры СССР. В этот период пожар уничтожил подлинный деревянный второй этаж особняка Третьяковых. В итоге он был перестроен в камне и облицован сверху деревом.
В конце 1970-х годов был разработан проект реставрации и начаты реставрационные работы. Разобранные деревянные стены второго этажа были воссозданы из щелевого кирпича. Была разработана документация на воссоздание музейного комплекса, включавшего усадьбу Третьяковых, с реставрацией главного дома и церкви Николая Чудотворца с колокольней и службами. Возникла мысль о создании музейного комплекса «Усадьба семьи Третьяковых», но проект не был реализован.
Работы по церкви и церковным строениям были выполнены, однако восстановление территории городской усадьбы Третьяковых не было осуществлено.
С 1980-х годов недостроенное здание не использовалось и оставалось пустующим более 30 лет. Нижний этаж неоднократно взламывался, окна были заколочены. Б. В. Арсеньев в книге о Якиманке, изданной в 2014 году, писал о доме как о «неухоженном двухэтажном строении»: «Штукатурка нижнего, каменного этажа во многих местах облупилась, окна забиты щитами. Да и на втором, деревянном этаже не все стёкла целы, ветерок гуляет по комнатам и чердакам. (…) Ни мемориальной доски, ни скромной таблички на потемневшей стене…».
В 1992 году объекту был присвоен статус памятника культурного наследия регионального значения.

### В составе ГТГ
В 1997 году было принято решение о передаче дома, находящегося на территории Парка искусств «Музеон», в оперативное управление Государственной Третьяковской галерее (постановление правительства Москвы от 14 января 1997 года No22 во исполнение распоряжения правительства Российской Федерации от 27 июля 1996 № 1179-р).
В декабре 2013 года сообщалось, что «идёт передача здания из Московской собственности в собственность федеральную с последующей передачей в оперативное управление Государственной Третьяковской галерее по постановлению РФ», при этом «параллельно ведутся работы по обследованию здания для дальнейших ремонтных работ и реставрации».
Третьяковская галерея предполагала создать в Доме Третьяковых музейно-мемориальный центр. В 2016 году директор ГТГ Зельфира Трегулова говорила о том, что «это должен быть музей, который бы отражал и тему коллекционирования в России и был бы тем местом, где мы могли бы собирать современных отечественных меценатов и коллекционеров, где мы могли бы устраивать интересные для них и для нас встречи и мероприятия». Проектные и реставрационные работы планировались на 2016—2018 годы.
В марте 2017 года на общественные обсуждения вынесен акт Государственной историко-культурной экспертизы научно-проектной документации на проведение работ по сохранению памятника; в марте 2018 года — акт Государственной историко-культурной экспертизы научно-проектной документации проекта реставрации и приспособления.
В 2021 году концепция нового музея готова, планировалось его открытие осенью, позже дата сдвинулась. «Часть предметов в них — мемориальные, часть предметов интерьера — воссозданные, но они ни в коем случае не пытаются выдать себя за подлинные», как сказала Трегулова.

## Описание музея
Музей был открыт в январе 2022 года.
Экспозиция на первом этаже по большей части интерактивная, на втором находится всего три выставочных зала.
Центром второго этажа стал большой зал — Музыкальная гостиная, где демонстрируются живописные произведения из коллекций братьев. Собрание Павла представлено работами XVIII—XIX веков из фондов Третьяковской галереи. Сергей же собирал западноевропейскую живопись, которая в советское время была передана из Третьяковки в Эрмитаж и ГМИИ им. А. С. Пушкина, поэтому ряд картин для временного экспонирования одолжил последний. Экспозицию на втором этаже планируется периодически обновлять. На первом этаже в виде мультимедийных инсталляций разметили архивные материалы, связанные с семьей Третьяковых. Здесь можно познакомиться с «Семейным альбомом», «Архивом предпринимателя» и «Каталогом коллекции».
Одновременно в музее могут находиться не более 30-35 посетителей.